# Falzbogen
Ein Falzbogen ist ein Begriff aus der Druckweiterverarbeitung.
Ein Falzbogen bezeichnet den Teil des Druckbogens, der als Einheit in der Falzmaschine verarbeitet wird. Der Falzbogen kann den gesamten Druckbogen ausfüllen, sodass der Falzbogen gleich dem Druckbogen ist. Oft ist ein Falzbogen ein Teilprodukt des Druckbogens, dieser kann einen oder mehrere Falzbogen enthalten. Idealerweise sollte die Anzahl der Seiten auf dem Druckbogen denen des Falzbogens entsprechen, aufgrund des Papiergewichtes (Grammatur), des Volumens und der Steifigkeit des Papiers, der notwendigen Verarbeitungsschritte in der Buchbinderei (abhängig vom zu erstellenden Endprodukt) sowie durch die Größe von modernen Druckmaschinen ist es immer wieder notwendig, die Anzahl der Seiten auf dem Druckbogen in mehrere Falzbogen aufzuteilen.

## Falzmuster
Damit die Seiten nach dem Falzen in der richtigen Reihenfolge und Orientierung erscheinen, müssen sie teilweise auf dem Kopf stehend gedruckt werden. Das Schema, nach dem die Druckseiten angeordnet werden, wird als Falzmuster bezeichnet.
Ein alter synonymer Fachbegriff für Falzmuster ist auch Faulenzer. Das Anordnen der Seiten auf dem Druckbogen wird als „Ausschießen“ bezeichnet. Je nach Falzart gibt es unterschiedliche Ausschieß-Schemata.